# Cristal incommensurable
 (février 2008).
Si vous disposez d'ouvrages ou d'articles de référence ou si vous connaissez des sites web de qualité traitant du thème abordé ici, merci de compléter l'article en donnant les références utiles à sa vérifiabilité et en les liant à la section « Notes et références ».
Un cristal incommensurable est un matériau cristallin dont la périodicité (ordre à portée infinie) ne peut être décrite dans un espace tridimensionnel, mais dans un espace de dimension supérieure (4, 5 ou 6).
Les cristaux incommensurables, tout comme  les quasi-cristaux, sont classés aujourd'hui comme cristaux apériodiques, c'est-à-dire dans une classe distincte de celle où figurent les cristaux périodiques traditionnels.

## Notion de commensurabilité

Incommensurabilité : schéma en deux dimensions.

En mathématiques, la commensurabilité traduit le fait que le rapport entre deux nombres est nombre rationnel. La notion de cristal incommensurable est directement dérivée de cette définition.
Un cristal « classique » (et parfait) est périodique dans les trois dimensions de l'espace, c'est-à-dire que son motif (plus précisément sa maille élémentaire) est reproduit à l'infini par translation de combinaison linéaire de vecteurs de maille, dans un espace de dimension trois. Un cristal incommensurable ne peut être construit en trois dimensions de cette manière, bien que certains cas (cristaux dits modulaires) puissent être approximativement décrits par une structure tridimensionnelle. De fait, les cristaux incommensurables sont constitués de structures imbriquées dont les paramètres selon au moins une direction dans l'espace tridimensionnel sont incommensurables entre eux (voir schéma ci-contre, pour un réseau bidimensionnel).